# كاميرون إس. براون
كاميرون إس. براون (بالإنجليزية: Cameron S. Brown)‏ هو سياسي أمريكي، ولد في 6 يوليو 1954 في واشنطن العاصمة في الولايات المتحدة. حزبياً، نشط في الحزب الجمهوري. وقد انتخب عضو مجلس ولاية ميشيغان وانتخب عضو مجلس نواب ميشيغان ‏.